# Dino Toso
Dino Toso (ur. 11 lutego 1969 w Delfcie, zm. 13 sierpnia 2008 w Oksfordzie) – holenderski inżynier włoskiego pochodzenia.

## Życiorys
Dino Toso pracował w przemyśle lotniczym. W 1995 roku rozpoczął pracę nad programem samochodów klasy grand tourer w BMW. W 1997 roku rozpoczął pracę w Jordan Grand Prix, gdzie został inżynierem wyścigowym Damona Hilla. i współpracował z Mikiem Gascoyne’em. W 2000 przeniósł się do Benetton (następnie Renault), trzy lata później został szefem działu aerodynamiki. W czerwcu 2007 roku został szefem odpowiedzialnym za technologie aerodynamiczne, na stanowisku był odpowiedzialny za kreatywny kierunek programów aerodynamicznych oraz za jak najlepsze wykorzystanie centrum obliczeniowej mechaniki płynów Renault. Zrezygnował ze stanowiska w kwietniu 2008 roku, jakiś czas później opuścił zespół.
W kwietniu 2004 roku zdiagnozowano u niego nowotwór, który stał się przyczyną jego śmierci w 2008 roku.
Od 2006 roku jest przyznawana nagroda nazwana jego nazwiskiem.